# حميد بناني
حميد بناني (مواليد 5 نوفمبر 1940) مخرج أفلام وكاتب سيناريو مغربي، قام بإخراج عدد مهم من الأفلام المغربية وكانت له بصمة خاصة في السينما المغربية.

## مسيرته
في عام 1958، استفاد حميد بناني من تدريب داخلي في الفن الدرامي وورشة عمل للإبداع والكتابة نظمتها وزارة الشباب والرياضة. أكمل دراسته الثانوية في ثانوية بول فاليري بمكناس، ثم ثانوية مولاي إسماعيل، قبل التحاقه بكلية الآداب بالرباط حيث حصل على إجازة في الفلسفة عام 1964.
في عام 1965، بدأ دراساته السينمائية في المعهد العالي للدراسات السينمائية (باريس) (حاليًا La Fémis)، وحصل على جائزة في عام 1967، قسم "الإخراج والإنتاج والتحكم"، وقد كان المخرج المغربي مومن السميحي زميله في الفصل. في نفس وقت دراسته، في الرباط كما في باريس، حضر بناني عدة ندوات من تأطير الفلاسفة جاك دريدا ورولان بارت وبول ريكور.
في عام 1968، التحق بالتلفزيون والإذاعة المغربية حيث شغل منصب رئيس قسم العلاقات الخارجية. استقال منها، ثم في سنة 1970 أسس شركة الإنتاج (Sigma 3) بالتعاون مع أحمد البوعناني ومحمد عبد الرحمن التازي ومحمد السقاط. كان نفس العام الذي أنتجت فيه الشركة أول فيلم روائي طويل لها وشمة.

## أعماله
سينما
- 1967: الخادمات، من مسرحية لجان جينيه
- 1967: من القلب إلى القلب
- 1970: وشمة
- 1993: صلاة الغائب
- 2012: الطفل الشيخ
- 2017: ليالي جهنم

تلفزيون
قناة الأولى:
- الواد (1995)
- السراب (1998)
- خريف الأحلام (فيلم) (2004)

دوزيم :
- وهم في المرآة (2000)
- الضيف (2003)
- الحلم الصغير (2005)
- النور في قلبي (2006)

## روايات
- 2017 : Le dernier chant des insoumises، (آخر أغنية للمتمردين)، دار نشر سيروكو

## وصلات خارجية
- حميد بناني على موقع IMDb (الإنجليزية)
- حميد بناني على موقع ألو سيني (الفرنسية)
- حميد بناني على موقع قاعدة بيانات الفيلم (الإنجليزية)